# Port Vila
Port Vila  er hovedstaden og den største by i Stillehavsstaten Vanuatu. Byen ligger på sydkysten af øen Efate i Shefa-provinsen. Ved folketællingen i 1999 var der 29.356 indbyggere i byen, hvilket var en forøgelse på 55 % i forhold til den foregående folketælling i 1989. Nu har byen 49.034(2020)indbyggere. Port Vila er det økonomiske og kommercielle centrum i Vanuatu.

## Historie
Det område, som byen ligger på, har været beboet af melanesere i tusindvis af år. De første europæere ankom i 1606, anført af Pedro Fernández de Quirós og Luis Váez de Torres. I det 19. århundrede etablerede franske kolonister kommunen Franceville, der erklærede sig uafhængigt i 1889 og blev således den første selvstyrende nation til at praktisere valg uden at gøre forskel på race og køn. På trods af at der var ca. 500 oprindelige indbyggere og under 50 hvide, blev de kun sidstnævnte, der fik lov til at besidde offentlige embeder. En af de valgte præsidenter var oprindelige amerikaner, nemlig R. D. Polk. 
Efter 1887 blev territoriet administreret i fællesskab af franskmænd og briter. Dette blev formaliseret i 1906, da en engelsk-fransk kondominium. Under 2. verdenskrig var Port Vila en amerikansk og australsk flybase. I 1987 ødelagde en cyklon byen. Derefter fulgte et jordskælv i januar 2002, der også ødelagde hovedstaden og dens omgivelser

## Økonomi
Port Vila er Vanuatus vigtigste havn og centeret for landets handel. Den internationale lufthavn, der også ligger i byen, hedder Bauerfield International (VLI).
De største industrier er stadig landbrug og fiskeri. Turisme bliver også vigtigt; især fra Australien og New Zealand. Byen havde over 50.000 besøgende i 1997.
Vanuatu er et skatteparadis og offshoreøkonomien i Port Vila er en vigtig del af økonomien.

## Klima
Port Vila har tropisk klima ned en tørtid og en regntid. Der falder i gennemsnit 2.360 mm regn om året

## Undervisning
I Port Vila ligger en af afdelingerne af University of the South Pacific, der ejes i fællesskab af tolv nationer i Stillehavet

## Verdensarv
Port Vila var i august 1999 vært for Unesco møde "2nd World Heritage Global Strategy for the Pacific Islands Region"- Et af hovedpunkterne, der havde relevans til Vanuatu og stillehavsregionen var spørgsmålet om egnetheden af undervandsarkæologi for påskrifter på UNESCOs Verdensarvsliste. 